# Bateria Padrasto da Candelária
A Bateria Padrasto da Candelária localizava-se na cidade e estado do Rio de Janeiro, no Brasil.

## História
Esta estrutura encontra-se relacionada por BARRETTO (1958), sem maiores detalhes, entre as diversas baterias outrora existentes para a defesa da cidade do Rio de Janeiro (op. cit., p. 256).
O único ponto padrasto à atual Igreja da Candelária, no centro histórico da cidade, é o alto do morro de São Bento, onde existiu uma bateria (ver Bateria do Morro de São Bento).